# Loreto (Maranhão)
Loreto é um município brasileiro do Estado do Maranhão, Região de Planejamento do Baixo Balsas. Localiza-se no Sul do Maranhão, na região das Chapadas das Mangabeiras. Sua população estimada em 2021 era de 12.271 habitantes e sua área é de 3.597,231 km², o que resulta em densidade demográfica de 3,17 hab/km².

## Organização politico-administrativa
O Município de Loreto possui uma estrutura politico-administrativa composta pelo Poder Executivo, chefiado por um prefeito eleito por sufrágio universal, auxiliado diretamente por secretários municipais nomeados por ele, e pelo Poder Legislativo, institucionalizado pela Câmara Municipal de Loreto, órgão colegiado de representação dos munícipes que é composto por vereadores também eleitos por sufrágio universal.

### Atuais autoridades municipais de Loreto
- Prefeito: Germano Martins Coelho - REPU (2021/-)[8]
- Vice-prefeito: Luiz Maia Guimarães Filho - PATRI (2021/-)[8]
- Presidente da Câmara: Maria da Conceição Barros Lopes "Conceição do João Paulo" - PDT (2021/-)[9]

## Geografia
A área do município de Loreto é de 3.596,74 quilômetros quadrados, o que o coloca na posição 18 dentre as 217 cidades do Maranhão.
| Área da unidade territorial [2024] | 3.596,740 km²                 |
| Hierarquia urbana [2018]           | Centro Local                  |
| Região de Influência [2018]        | Balsas - Centro Subregional B |
| Região intermediária [2024]        | Imperatriz                    |
| Região imediata [2024]             | Balsas                        |
| Mesorregião [2022]                 | Sul Maranhense                |
| Microrregião [2022]                | Chapadas das Mangabeiras      |

Fonte: IBGE
Educação
| Taxa de escolarização de 6 a 14 anos de idade [2010]             | 96,7 %           |
| IDEB – Anos iniciais do ensino fundamental (Rede pública) [2023] | 5,0              |
| IDEB – Anos finais do ensino fundamental (Rede pública) [2023]   | 4,5              |
| Matrículas no ensino fundamental [2023]                          | 1.655 matrículas |
| Matrículas no ensino médio [2023]                                | 396 matrículas   |
| Docentes no ensino fundamental [2023]                            | 154 docentes     |
| Docentes no ensino médio [2023]                                  | 33 docentes      |
| Número de estabelecimentos de ensino fundamental [2023]          | 14 escolas       |
| Número de estabelecimentos de ensino médio [2023]                | 2 escolas        |

Fonte: IBGE
Saúde
| Mortalidade Infantil [2022]              | 21,13 óbitos por mil nascidos vivos     |
| Internações por diarreia pelo SUS [2022] | 60,4 internações por 100 mil habitantes |
| Estabelecimentos de Saúde SUS [2009]     | 4 estabelecimentos                      |

Fonte: IBGE
Economia
| PIB per capita [2021]                                                                           | 33.679,95 R$     |
| Índice de Desenvolvimento Humano Municipal (IDHM) [2010]                                        | 0,582            |
| Total de receitas brutas realizadas [2023]                                                      | 60.168.761,93 R$ |
| Transferências correntes (Percentual em relação às receitas correntes brutas realizadas) [2023] | 94,28 %          |
| Total de despesas brutas empenhadas [2023]                                                      | 53.647.813,24 R$ |

Fonte: IBGE
| Salário médio mensal dos trabalhadores formais [2022]                                             | 2,4 salários mínimos |
| Pessoal ocupado [2022]                                                                            | 1.394 pessoas        |
| População ocupada [2022]                                                                          | 12,02 %              |
| Percentual da população com rendimento nominal mensal per capita de até 1/2 salário mínimo [2010] | 55,6 %               |

Fonte: IBGE